# Coulans-sur-Gée
Coulans-sur-Gée è un comune francese di 1 598 abitanti situato nel dipartimento della Sarthe nella regione dei Paesi della Loira.

## Geografia fisica
Il centro abitato di Coulans-sur-Gée, è attraversato dal Meridiano di Greenwich.

## Società

### Evoluzione demografica
Abitanti censiti